# William Barlow
Pour les articles homonymes, voir Barlow.
William Barlow (8 août 1845 - 28 février 1934) est un géologue amateur anglais spécialisé dans la cristallographie,,.

## Biographie
Barlow est né à Islington, à Londres, en Angleterre. Son père devient riche en tant que constructeur spéculatif ainsi qu'en tant que géomètre, permettant à William d'avoir une éducation privée. Après la mort de son père en 1875, William et son frère héritent de cette fortune, lui permettant de poursuivre son intérêt pour la cristallographie sans avoir besoin de travailler pour gagner sa vie.
William examine les formes des structures cristallines et en déduit qu'il n'y a que 230 formes d'arrangements cristallins symétriques, connus sous le nom de « groupes spatiaux ». Ses résultats sont publiés en 1894 après avoir été annoncés indépendamment par Evgraf Fedorov et Arthur Schönflies, bien que son approche ait montré une certaine nouveauté. Ses modèles structuraux de composés simples tels que NaCl et CsCl sont ensuite confirmés par cristallographie aux rayons X.
Il est président de la Société minéralogique anglaise de 1915 à 1918 et membre de la Royal Society en 1908. 
Il est décédé à Great Stanmore, Middlesex, Angleterre.
La crête des rides Dorsa Barlow sur la Lune porte son nom et la barlowite minérale Cu4FBr(OH)6, approuvée en 2010, est nommée en son honneur.